# Умеров Ервін Османович
Ервін Османович Умеров (крим. Ervin Osman oğlu Ümerov, 1 травня 1938, Яни-сала — 24 лютого 2007, Москва) — кримськотатарський письменник, журналіст та перекладач.

## Біографія
Народився у родині вчителів, яка була депортована до Узбекистану у 1944 р. Потрапили в узбецьке селище Паласан Алти-Арикского району Ферганської області. Після закінчення школи працював слісарем-арматурщиком, пізніше інспектором статистичного управління. 1960 року вступив до Літературного інституту імені Горького. Працював в газеті «Ленин байрагъы», згодом на Всесоюзному радіо. Від 1976 до виходу на пенсію був старшим редактором відділу літератури народів СРСР видавництва «Дитяча література». В кінці 1980-х переїхав до Криму. Помер в Москві 24 лютого 2007 року, але похований у Криму за своїм проханням.

## Літературна діяльність
Оповідання «Самотність», «Чорні потяги» та «Дозвіл» написані в 1960-х роках описують депортацію кримських татар.
Перекладав з узбецької, туркменської, лезгинської та кримськотатарської мов на російську.
19 травня 2019 року в рамках урочистої академії з нагоди 75-річчя депортації кримських татар у Львові відбулася прем’єра моновистави «Самотність» за однойменним оповіданням Ервіна Умерова.

## Видання
І народився день : збірка / Ісмаїл Гаспринський, Номан Челебіджіхан, Осман Акчокракли, Асан Сабрі Айвазов, Дженгіз Дагджи, Юсуф Болат, Шаміль Алядін, Уріє Едемова, Шевкет Рамазанов, Ервін Умеров, Таїр Халілов; пер. Майє Абдулганієва, Надія Гончаренко, Диляра Абібулаєва, Віктор Гуменюк, Данило Кононенко, Петро Коробчук, Шахсніє Дегерменджи, Таміла Сеітяг'яєва, Володимир Даниленко, Лідія Любимова. - Київ : Майстер книг, 2018. - 360 с. - (Кримськотатарська проза українською). - ISBN 9786177652013.